# Vera Wentworth

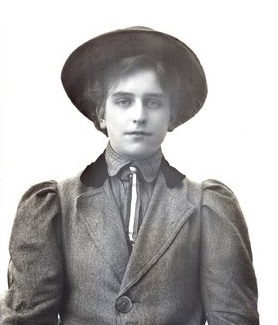
Vera Wentworth, 1909

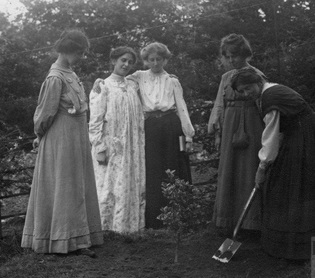
Millicent Browne (rechts) beim Pflanzen eines Baumes im Garten von Eagle House begleitet von Mary Phillips, Vera Wentworth (zweite von links), Elsie Howey und Annie Kenney, 1911

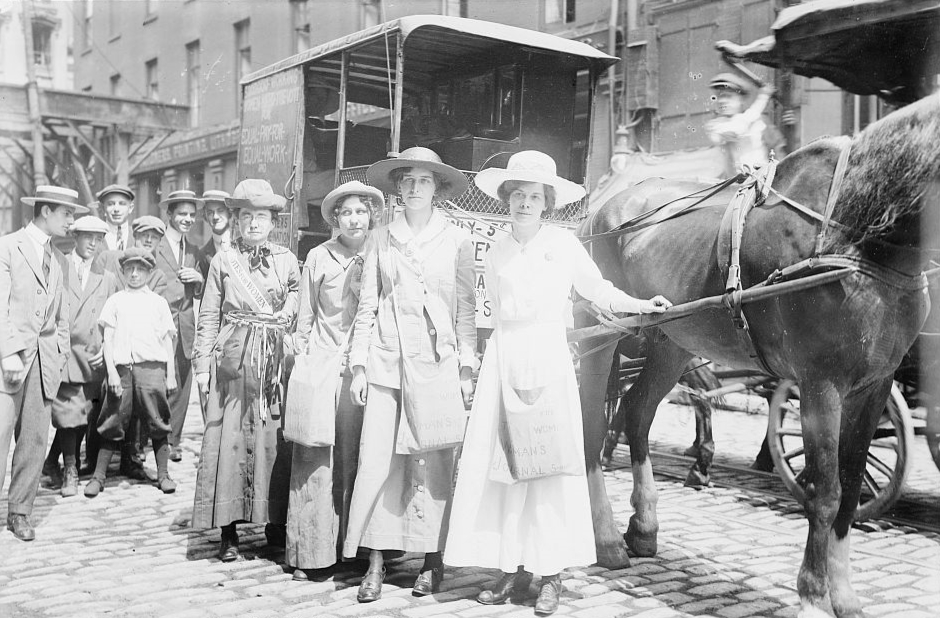
Suffragettes on hike to Boston, von links nach rechts: Ida Craft, Vera Wentworth, Elisabeth Freeman und Elsie McKenzie, New York City, August 1913

Vera Wentworth, geborene Jessie Alice Spink (* Juni 1890 in St Margaret’s Hospital, Westminster, London; † 5. August 1957 im Elizabeth Garrett Anderson Hospital, London) war eine englisch-britische Suffragette, die Premierminister H. H. Asquith zweimal angriff. Sie wurde dafür im Holloway Prison inhaftiert und zwangsernährt, worüber sie Three Months in Holloway schrieb.

## Leben
Wentworth wurde 1890 als Tochter von Harry Laing Spink und seiner Frau Rachel Amanda (geb. Goode) geboren. Sie hatte einen Bruder, William Wilfrid Spink. Die Familie Spink waren wohlhabende und etablierte Apotheker in Holborn und Westminster, London. Nach ihrem Schulabschluss fand sie Arbeit in einem Geschäft und wurde später aktive Gewerkschafterin.
1906 trat sie der Women’s Social and Political Union (WSPU) bei. Im Jahr 1907 änderte sie offiziell ihren Namen in „Vera Wentworth“ und zog mit Caprina Fahey nach London.
Im Februar 1908 wurde sie verhaftet, als sie vor dem Unterhaus demonstrierte. Sie wurde zu sechs Wochen Gefängnis verurteilt; ein zusätzlicher Tag wurde zu Wentworths Strafe hinzugefügt, nachdem sie „Votes for Women“ in ihre Zellenwand geritzt hatte. Nach ihrer Entlassung traf Wentworth Mary Blathwayt, mit der sie eine langjährige Freundschaft hatte.
Im Juni 1908 wurde sie erneut verhaftet. Diesmal wurde sie zu einer dreimonatigen Haftstrafe verurteilt, nach der sie Should Christian Women Demand the Vote („Sollten christliche Frauen das Wahlrecht fordern“) für die September-Ausgebe von Christian Commonwealth und Three Months in Holloway („Drei Monate im Holloway-Gefängnis“) veröffentlichte. Wentworth verstand sich als angehende Schriftstellerin und war Mitglied der Women Writer’s Suffrage League, zudem strebte sie ein Universitätsstudium an.
Wentworth schloss sich einer informellen Gruppe namens Young Hot Bloods an, die sich verpflichtete, im Namen des Frauenwahlrechts „gefährliche Aufgaben“ zu übernehmen. Ältere und verheiratete Suffragetten waren ausgeschlossen, nur Emmeline Pankhurst durfte an den Treffen in einem Teeladen auf The Strand teilnehmen. Wentworth lebte damals mit anderen Suffragetten wie Annie Kenney, Violet Bland und Elsie Howey in Bristol. Hauptziel dort war Augustine Birrell, der liberale Abgeordnete für den Wahlkreis Bristol North. Wentworth wurde wie andere inhaftierte Suffragetten von der WSPU mit einer Hungerstreik-Medaille „For Valour“ ausgezeichnet.
Wentworth war regelmäßig Gast im Eagle House, dem Haus der Familie ihrer Freundin Mary Blathwayt in Batheaston. Mary Blathwayts Mutter Emily, selbst eine Suffragette, fand Wentworth charmant, aber eigensinnig, und bezeichnete sie als „die jungen Rowdy, die wir kennen“. 1911 wurde sie, wie viele andere Suffragetten, eingeladen, im Gedenken an ihre Leistungen für das Frauenwahlrecht einen Baum im Garten zu pflanzen.
Wentworth und Jessie Kenney wurden im August 1909 wegen tätlichen Angriffs auf Premierminister H. H. Asquith inhaftiert. Am 5. September 1909 griffen Wentworth, Kenney und Elsie Howey erneut Premierminister und den Innenminister Herbert Gladstone während eines Golfspiels an. Howey und Wentworth versuchten dann, Asquith in seiner Kirche zu erreichen. Sie protestierten gegen die Inhaftierung von Patricia Woodlock und anderen, während der Premierminister Urlaub machte, und schmückten seine privaten Gartenbüsche mit Flugblättern und Karten. Diese zunehmend gewalttätigen Aktionen waren zu viel für Mary Blathwayts Familie. Ihre Mutter Emily trat aus der WSPU aus und ihr Vater schrieb Protestbriefe an Christabel Pankhurst, Howey und Wentworth. Pankhurst wurde mitgeteilt, dass Howey und Wentworth Eagle House nicht mehr besuchen dürften. Wentworth schickte ein langes Antwortschreiben, in dem sie ihr Bedauern über ihre Reaktion zum Ausdruck brachte, aber auch darauf hinwies, dass „sollte Mr. Asquith eine Abordnung (wieder) nicht empfangen wird, sie ihn wieder verprügeln würden“.
In dieser Zeit machte ihr inzwischen achtzehnjähriger Bruder William Wilfrid Spink, Journalist und Mitglied der Independent Labour Party, der einen erfolglosen inoffiziellen Streik von Arbeiterinnen im Londoner East End angeführt hatte, sie mit seinem Freund Fenner Brockway bekannt, der „Wilfie Spink“ als seinen „explosiven Freund“ bezeichnete. Brockway gab in einem Brief an, Wentworth seine Freundin geworden. Als die WSPU jedoch zunehmend zu gewaltsamen Aktionen griff, distanzierte er sich von ihnen, und alle persönlichen Bekanntschaften scheinen um 1910 herum geendet zu sein.
Wentworth verwirklichte ihr Ziel, eine Universität zu besuchen, als sie 1912 an der University of St Andrews anfing und dort bis 1914 blieb.
Am 6. August 1913 war sie zusammen mit Elisabeth Freeman und Elsie McKenzie in Amerika, um Ida Craft vom Yankee Corps bei einer „Wahlrechtswanderung“ von New York City nach Boston zu unterstützen, wo sie am 30. August ankamen. Am Tag der Arbeit, dem 1. September 1913, brachen sie schließlich um 11 Uhr mit anderen Suffragetten auf, um um 12.30 Uhr eine Versammlung auf dem Boston Common abzuhalten.
Als 1914 der Erste Weltkrieg begann schloss die WSPU einen Deal mit der Regierung und erklärte sich bereit, alle Proteste zu beenden, wenn im Gegenzug alle Gefangenen freigelassen würden. Wentworth hielt sich an diese Abmachung und beendete ihre Mitarbeit in der WSPU. Von 1914 bis 1918 schloss sie sich wie andere Suffragetten dem Voluntary Aid Detachment als Krankenschwester an und wurde dann Verwaltungsangestellte im Queen Mary’s Army Auxiliary Corps (1918–1920), danach wohnte sie mit einer Daisy Carden in Hendon. Während des Zweiten Weltkriegs arbeitete sie in London bei den Luftschutzbehörden.
Wentworth starb 1957 im Elizabeth Garrett Anderson Hospital.